# Petrikovce
Petrikovce és un poble i municipi d'Eslovàquia. Es troba a la regió de Košice, a l'est del país, prop de les fronteres amb Hongria i Ucraïna. La primera referència escrita de la vila data del 1411.

## Demografia
| Godina             | 1994 | 2004   | 2014    | 2024    |
| ------------------ | ---- | ------ | ------- | ------- |
| Nombre de persones | 214  | 216    | 183     | 202     |
| Diferència         |      | +0,93% | −15,27% | +10,38% |

| Godina             | 2023 | 2024   |
| ------------------ | ---- | ------ |
| Nombre de persones | 203  | 202    |
| Diferència         |      | −0,49% |